# Garovaglia baeuerlenii
Garovaglia baeuerlenii är en bladmossart som beskrevs av Jean Édouard Gabriel Narcisse Paris 1896. Garovaglia baeuerlenii ingår i släktet Garovaglia och familjen Pterobryaceae. Inga underarter finns listade i Catalogue of Life.